# Cung điện Potala
Cung điện Potala (chữ Tạng: ཕོ་བྲང་པོ་ཏ་ལ་; Wylie: pho brang Potala; Hán Việt: Bố Đạt La cung) là một cung điện nằm ở Lhasa, khu tự trị Tây Tạng, Trung Quốc. Đây từng là nơi ở của các đời Đạt-lai Lạt-ma cho đến khi Đạt-lai Lạt-ma thứ 14 lưu vong sang Dharamsala, Ấn Độ sau khi Quân Giải phóng Nhân dân xâm nhập Tây Tạng vào năm 1959. Ngày nay nó là một bảo tàng lịch sử, một Di sản thế giới được UNESCO công nhận từ năm 1994. Tên của nó được đặt theo ngọn núi Potalaka là nơi ở huyền thoại của Quán Thế Âm Bồ Tát. Công trình được khởi công xây dựng bởi Đức Đạt-lai Lạt-ma thứ 5 vào năm 1645. Đây là địa điểm lý tưởng như là nơi đặt Chính phủ vì nó nằm giữa hai tu viện Sera, Drepung và thành phố Lhasa. Cung điện này bao phủ cả một pháo đài trước đó đã được xây dựng được gọi là Bạch cung và Hồng cung được xây dựng bởi Songtsän Gampo vào năm 637.
Công trình có kích thước 400 mét (1.300 ft) chiều đông-tây và 350 mét (1.150 ft) chiều bắc-nam với những bức tường đá dốc trung bình có độ dày 3 mét (9,8 ft) và 5 mét (16 ft) tại nền móng để giúp nó chống chịu lại những trận động đất. Mười ba tầng của cung điện có tổng cộng hơn 1.000 phòng, 10.000 đền thờ và 200.000 bức tượng. Điểm cao nhất của nó cao 117 mét (384 ft) trên Marpo Ri và 300 mét (980 ft) so với thung lũng phía dưới.
Truyền thuyết kể rằng, ba ngọn đồi chính của Lhasa đại diên cho ba vị thần bảo hộ của Tây Tạng. Chagpori ngay phía nam Potala là ngọn đồi linh hồn của Vajrapani,  Pongwari của Manjusri, và Marpori là ngọn đồi nơi cung điện Potala tọa lạc đại diện cho Avalokiteśvara.

## Lịch sử

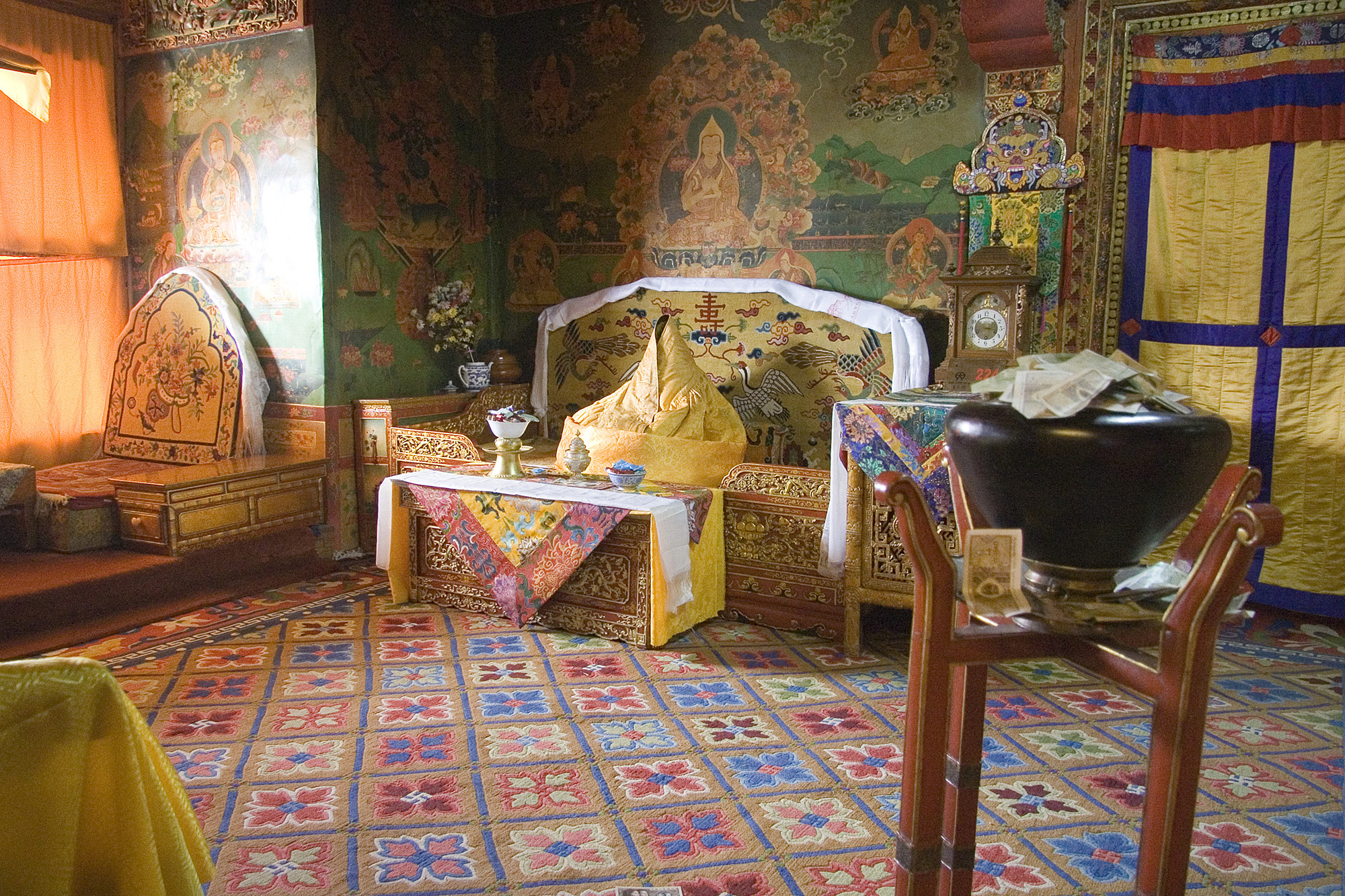
Căn phòng cũ của Đạt-lai Lạt-ma với hình ảnh tượng trưng của vị Đạt-lai Lạt-ma thứ 14 Tenzin Gyatso.

Cung điện Potala được xây dựng trên một cung điện cũ trước đó được xây dựng bởi Songtsän Gampo. Potala còn hai nhà nguyện góc tây bắc bảo tồn các phần còn lại của công trình ban đầu. Một là Phakpa Lhakhang và cái còn lại là Chogyel Drupuk, một hang động được cho là Songtsen Gampo sử dụng để thiền. Ngawang Lobsang Gyatso đã xây dựng cung điện hiện đại vào năm 1645, sau khi một vị cố vấn tâm linh của ông là Konchog Chophel (mất năm 1646) đã chỉ ra nơi này là một địa điểm lý tưởng để đặt Chính phủ, khi nó nằm giữa các tu viện Drepung, Sera và thành phố cổ Lhasa. Cấu trúc bên ngoài của công trình được xây dựng trong 3 năm trong khi phần bên trong cùng với nội thất lại mất đến 45 năm để hoàn thành. Đạt-lai Lạt-ma và Chính phủ của ông chuyển đến Potrang Karpo (Bạch cung) vào năm 1649. Việc xây dựng kéo dài đến năm 1694,, tức là khoảng 12 năm sau khi vị Đạt-lai Lạt-ma thứ 5 qua đời. Potala sau đó được sử dụng như là một Cung điện Mùa đông của các đời Đạt-lai Lạt-ma từ thời điểm đó. Potrang Marpo (Hồng cung) đã được thêm vào giữa năm 1690 và 1694.
Cung điện mới được đặt tên từ một ngọn đồi ở Cape Comorin, là điểm cực nam của Ấn Độ. Tại đây có một điểm đá thiêng đối với Quán Thế Âm Bồ tát, người được biết đến là  Avalokitesvara, hay Chenrezi. Bản thân người Tây Tạng hiếm khi nói về nơi linh thiêng là "Potala", mà là "Đỉnh Potala" (Tse Potala), hay phổ biến nhất là "Đỉnh".
Cung điện bị hư hại trong Cuộc nổi dậy của người Tây Tạng chống lại Trung Quốc vào năm 1959, khi đạn pháo của Quân giải phóng Trung Quốc nã vào các cửa sổ cung điện. Trước khi Chamdo Jampa Kalden bị bắn và bắt làm tù binh bởi các binh sĩ của Quân đội Giải phóng Nhân dân Trung Quốc, ông đã chứng kiến "đạn pháo bắt đầu nã xuống Norbulingka vào nửa đêm ngày 19 tháng 3 năm 1959...Bầu trời sáng rực khi đạn pháo Trung Quốc bắn trúng Trường cao đẳng y tế Chakpori và cung điện Potala." Potala sau đó thoát khỏi cuộc Đại Cách mạng Văn hóa vô sản năm 1966 thông qua sự can thiệp cá nhân của Chu Ân Lai, khi đó là Tổng lý Quốc vụ viện Trung Quốc. Nhà hoạt động Tây Tạng Tsering Woeser tuyên bố rằng, cung điện chứa "hơn 100.000 tập kinh sách và tài liệu lịch sử" và "nhiều phòng lưu trữ đồ vật quý giá, đồ thủ công mỹ nghệ, tranh vẽ, tranh treo tường, tượng và áo giáp cổ", "gần như bị cướp bóc hết". Nhà nghiên cứu sinh học Amy Heller viết rằng, "thư viện vô giá và kho báu nghệ thuật được tích lũy qua nhiều thế kỷ ở Potala đã được bảo tồn."
Potala được UNESCO công nhận là Di sản thế giới từ năm 1994. Năm 2000 và 2001, Chùa Đại Chiêu và La Bố Lâm Khải được bổ sung vào danh sách như là một phần mở rộng của cung điện. Tuy nhiên, quá trình hiện đại hóa nhanh chóng khiến UNESCO thể hiện sự lo ngại về việc xây dựng các công trình hiện đại ngay xung quanh cung điện, đe dọa đến cảnh quan độc đáo của cung điện. Chính phủ Trung Quốc đã đáp trả bằng cách ban hành một quy tắc cấm xây dựng bất kỳ cấu trúc nào cao hơn 21 mét trong khu vực. Tổ chức này cũng lo ngại về các vật liệu được sử dụng trong quá trình phục hồi cung điện bắt đầu vào năm 2002, mặc dù giám đốc của cung điện Qiangba Gesang, đã làm rõ rằng, họ chỉ sử dụng vật liệu truyền thống và thủ công.
Số lượng du khách đến tham quan Potala bị hạn chế ở mức 1.600 người mỗi ngày, với giờ mở cửa giảm xuống còn sáu giờ mỗi ngày để tránh tình trạng đông đúc từ ngày 1 tháng 5 năm 2003. Trước đó, bình quân cung điện đón khoảng 1.500 du khách, và đôi khi đạt đến ngưỡng 5.000 khách. Việc lên mái của cung điện bị cấm sau khi các nỗ lực phục hồi phần này được hoàn thành vào năm 2006 để tránh thiệt hại về cấu trúc. Sau khi mở tuyến Đường sắt Thanh-Tạng vào ngày 1 tháng 7 năm 2006, hạn ngạch cho du khách tăng lên  2.300 người, nhưng con số này nhanh chóng đạt được ngay giữa buổi sáng. Mùa cao điểm kéo dài từ tháng 7 đến 9, với 6.000 du khách ghé thăm công trình này mỗi ngày.

## Kiến trúc

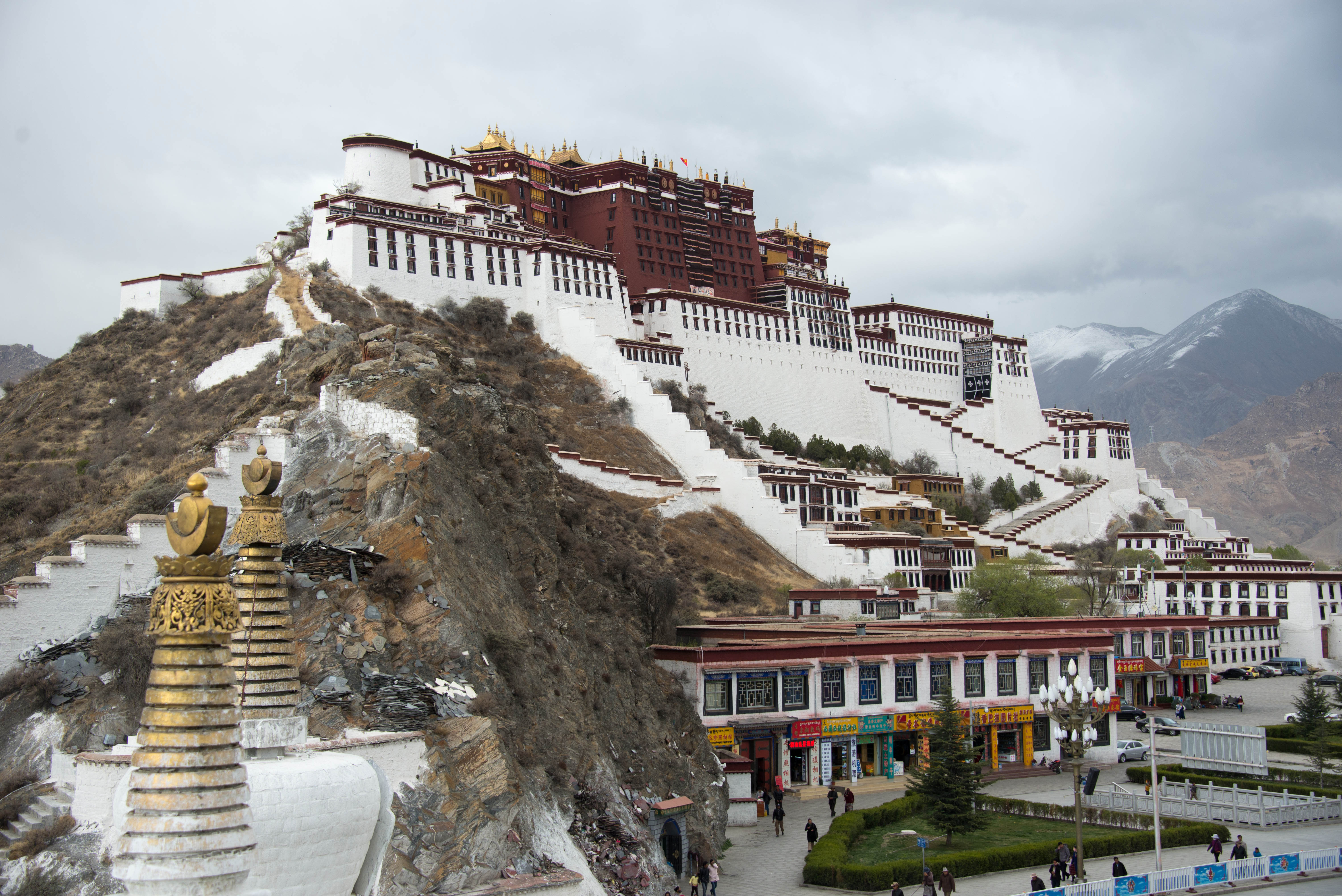
Cung điện Potala ở Lhasa.

Cung điện Potala được xây dựng ở độ cao 3.700 m (12.100 ft) so với mực nước biển, trên đồi Ri Marpo, ở trung tâm thung lũng Lhasa. Cung điện có những bức tường dốc lớn với những hàng mái bằng, cao thấp ở các đoạn khác nhau và chỉ bị gián đoạn bởi những hàng cửa sổ dài, không giống như cấu trúc của một pháo đài. Phía nam của cung điện là khoảng không gian rộng lớn được bao bọc bởi những bức tường và cửa, bên trong là những cổng vòm cột đồ sộ. Một loạt các cầu thang nằm bên trong dẫn lên đỉnh đồi.
Phần nội cung là nhóm các tòa nhà nằm trong khu vực tứ giác rộng lớn. Công trình trung tâm tại phần này được gọi là Hồng cung nổi bật với màu đỏ thẫm khiến nó dễ dàng được phân biệt với những phần còn lại. Tại đây chứa các sảnh, hội trường, nhà nguyện, đền thờ của các đời Đạt-lai Lạt-ma trong quá khứ. Ngoài ra là rất nhiều những bức tranh trang trí phong phú, với các tác phẩm trang sức, chạm khắc và trang trí khác.
Mặt tiền màu trắng ở phía nam của cung điện được sử dụng để nâng hai cột thangka khổng lồ, với hình ảnh của Đa-la và Tất-đạt-đa Cồ-đàm được sử dụng trong Lễ hội Sertreng diễn ra vào ngày 30 của tháng Tây Tạng thứ hai. Miếu Phổ Đà Thừa Chi (普陀宗乘之庙), một phần của Di sản thế giới Ngoại Bát Miếu được xây dựng từ năm 1767 đến 1771 một phần được mô phỏng dựa theo cung điện Potala. Cung điện được chương trình Good Morning America và tờ báo nổi tiếng USA Today bình chọn là một trong Bảy kỳ quan mới của thế giới. Cung điện Leh ở Leh, Ladakh, Ấn Độ được xây dựng bởi vua Sengge Namgyal (1570-1642) là công trình tiền thân và nguồn cảm hứng của Cung điện Potala.

## Hình ảnh

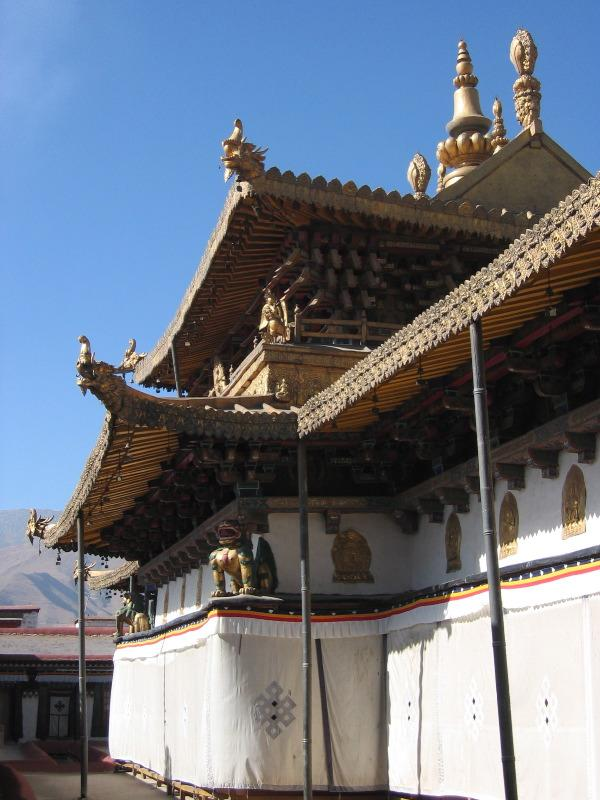
Tầng thượng của Cung điện Potala
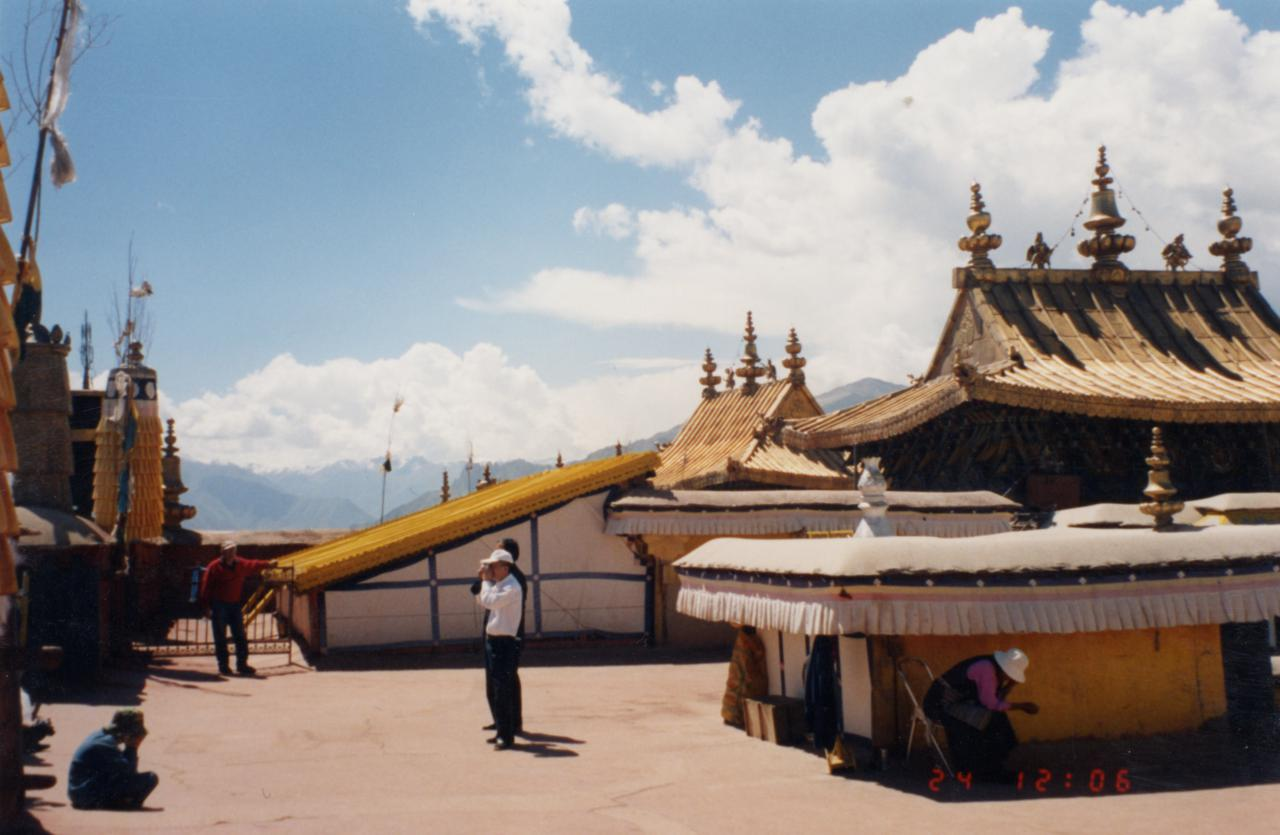
Trên mái của Potala
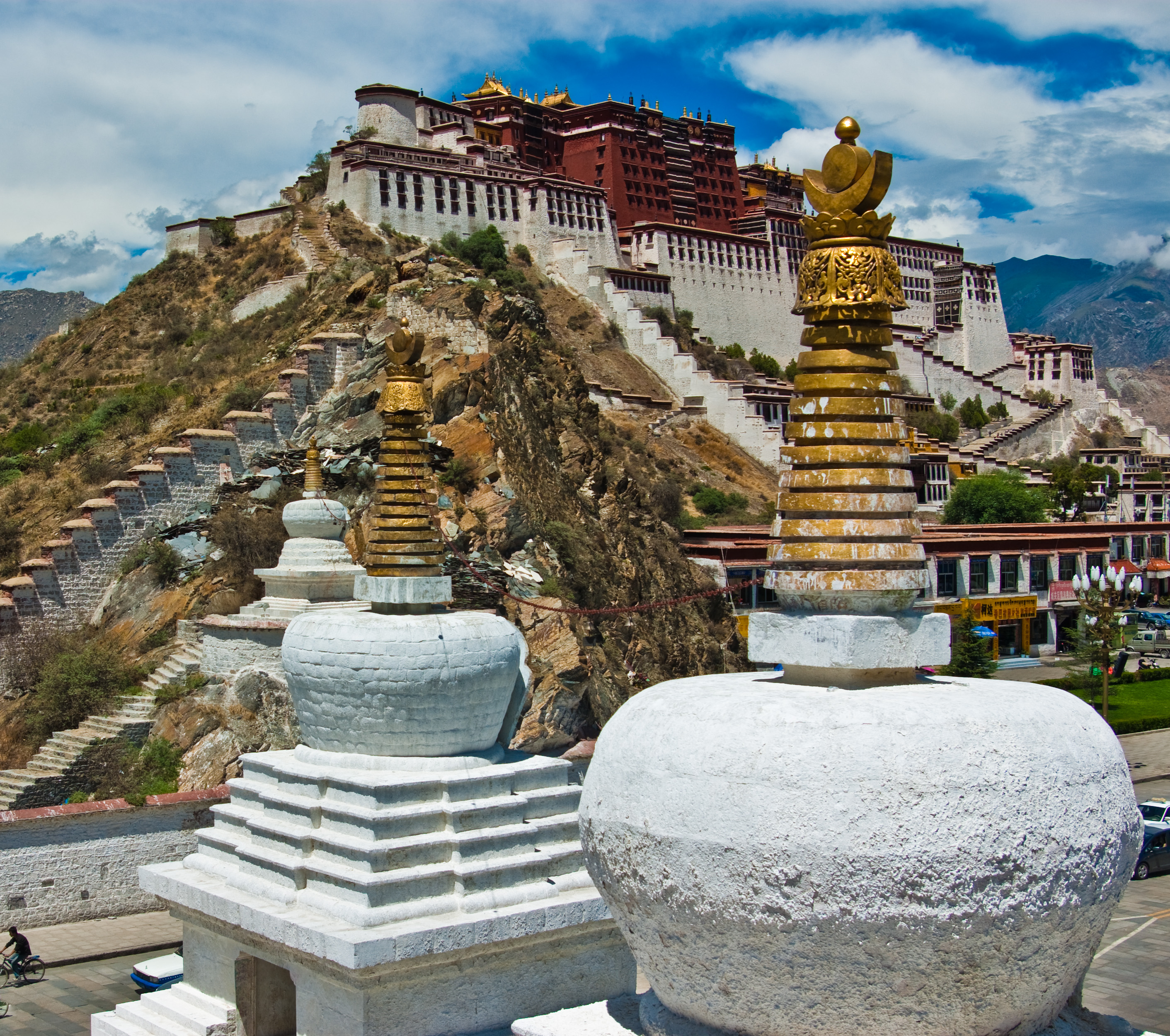
Quang cảnh Potala từ Cổng Tây Lhasa cũ
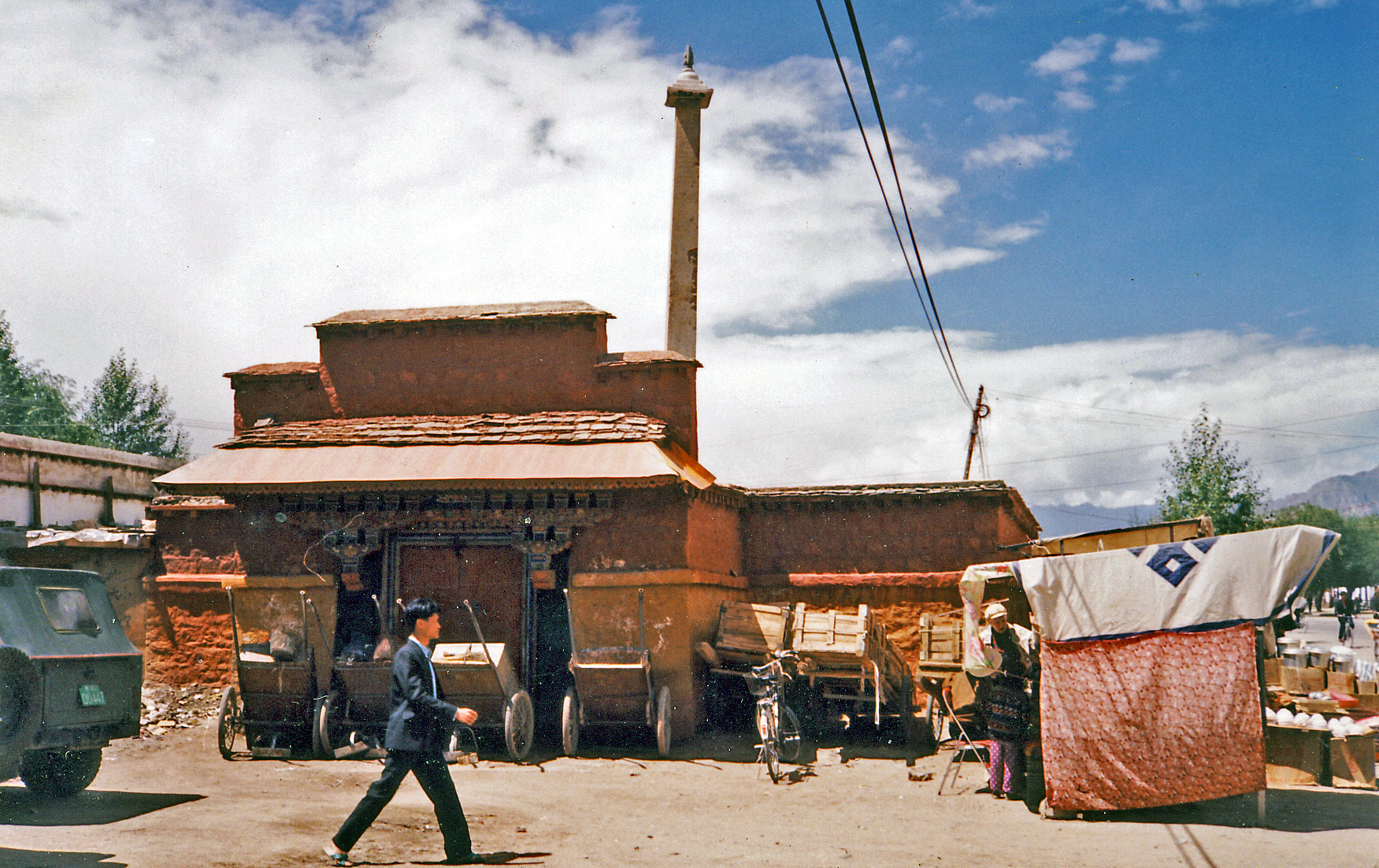
[Cột Lhasa Zhol]
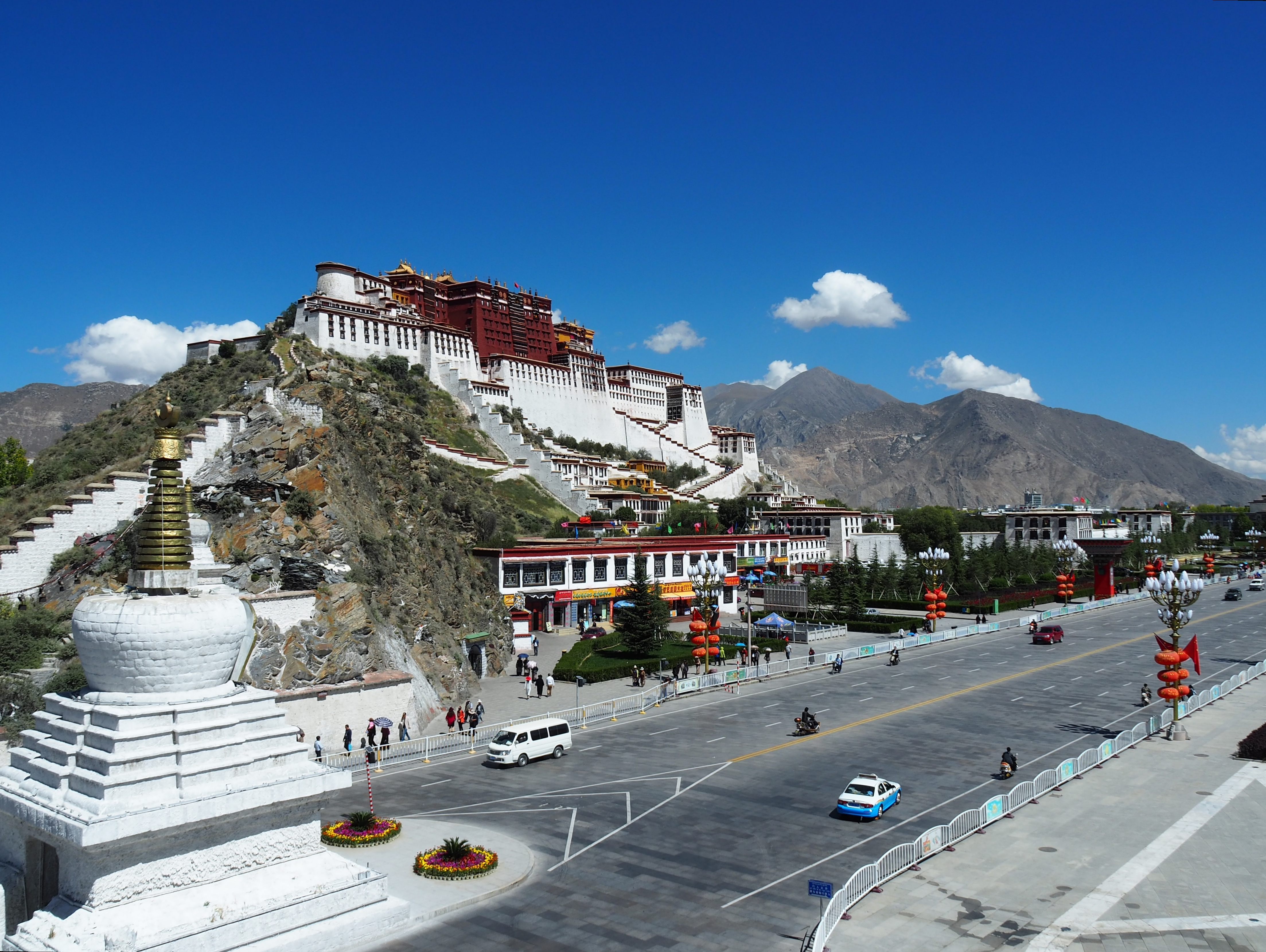
Các hàng cửa sổ Cổng Tây nhìn từ đường cao tốc, 2015
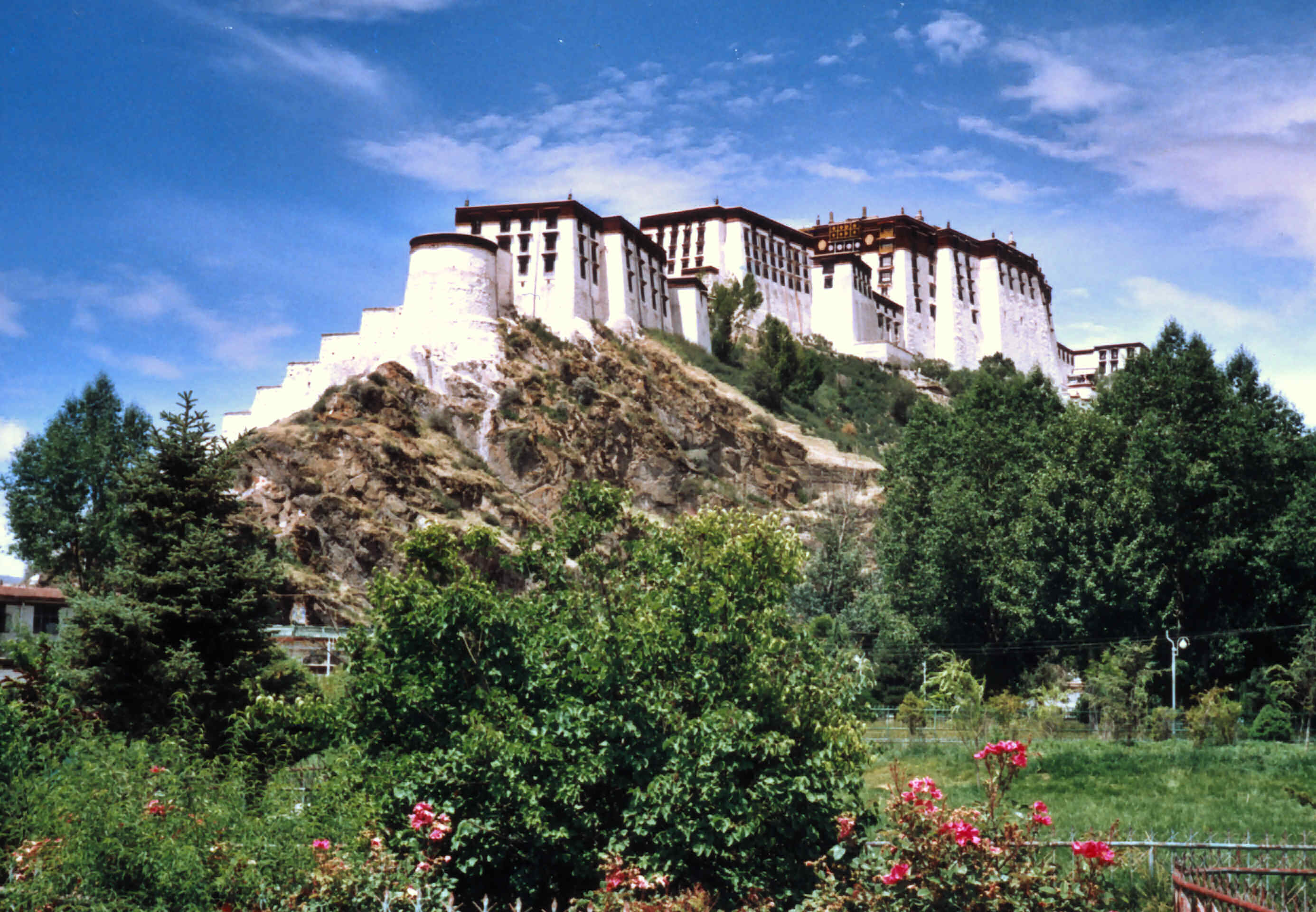
Quang cảnh của Potala từ phía sau, nhìn từ Ching Drol Chi Ling
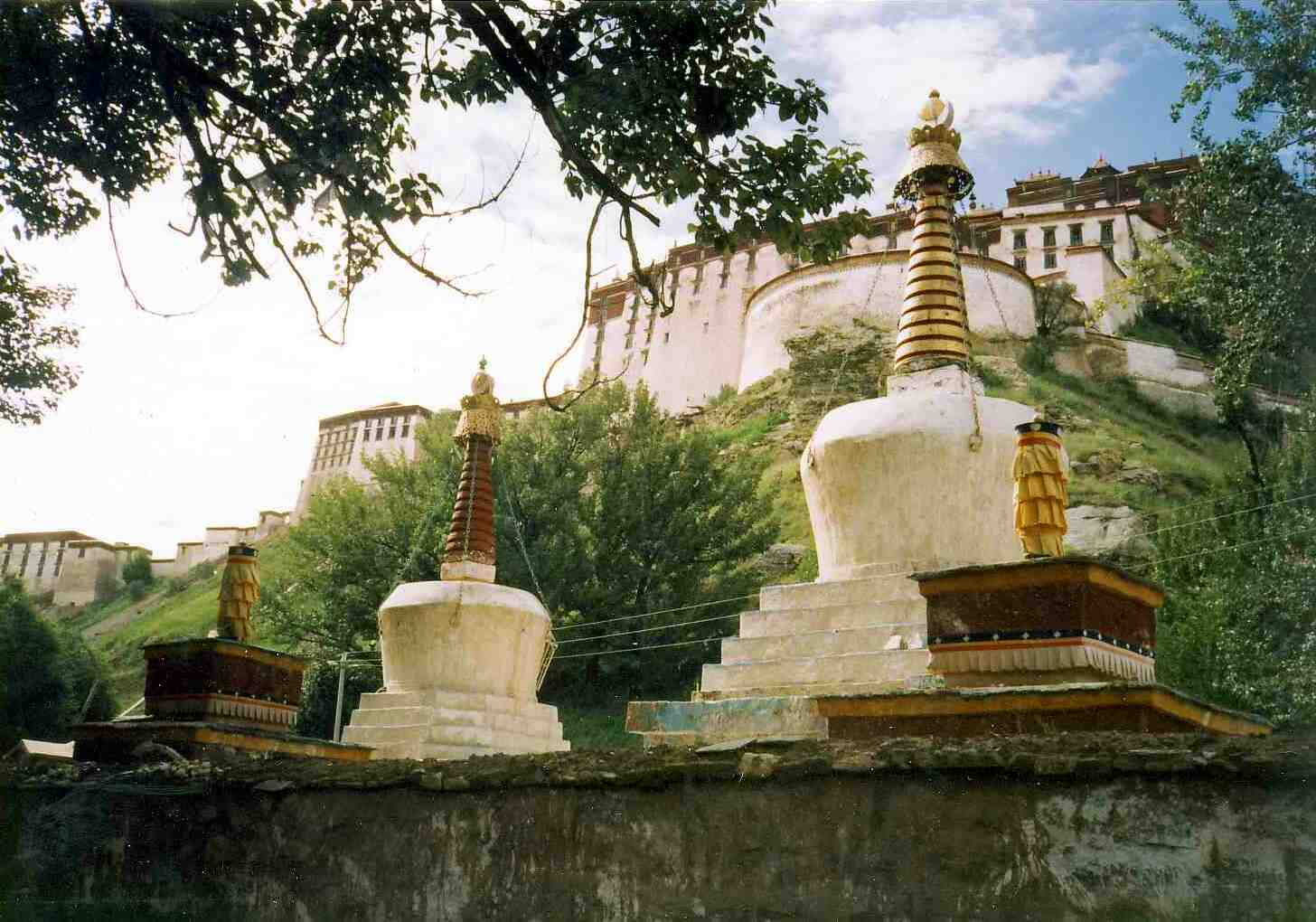
Quang cảnh của Potala từ phía bên
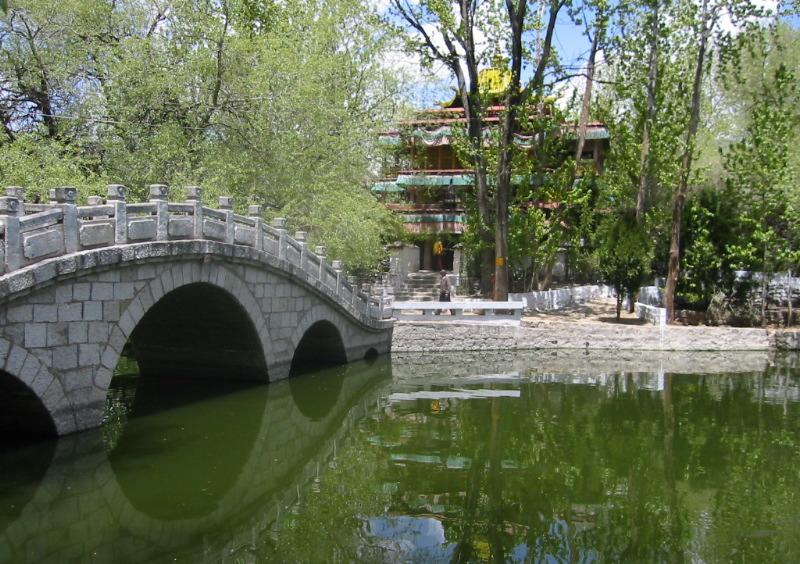
Công viên, ao và nhà nguyện phía sau Potala
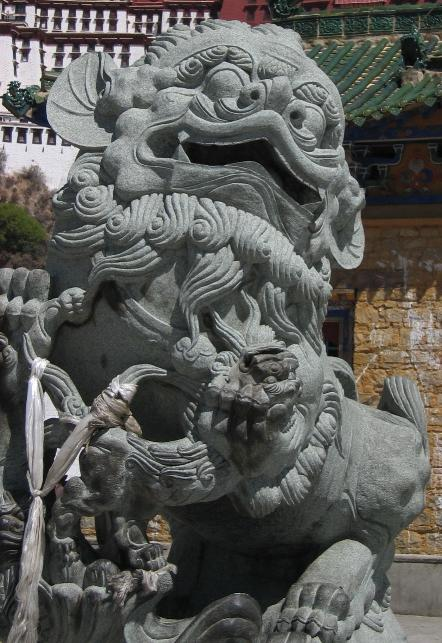
Sư tử tuyết bảo vệ lối vào Potala
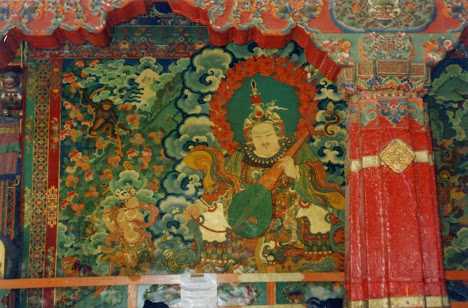
Chi tiết trang trí tại Potalaa
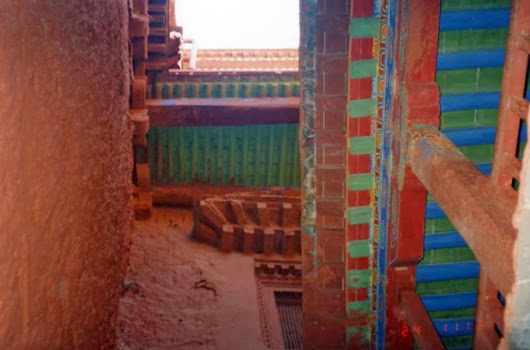
Mái hiên đầy màu sắc trong cung điện
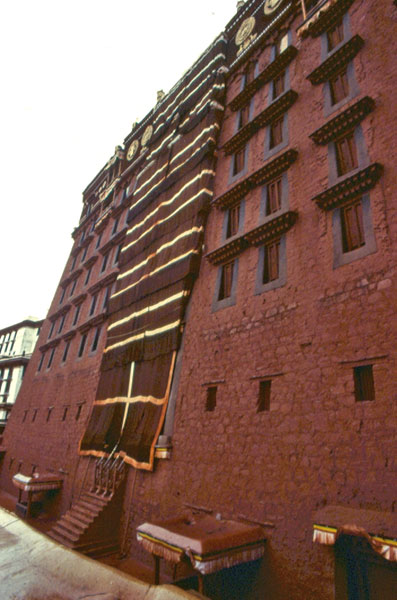
Hồng cung